# 36061 Голдейн
36061 Голдейн (36061 Haldane) — астероїд головного поясу, відкритий 11 вересня 1999 року.
Тіссеранів параметр щодо Юпітера — 3,171.